# Адолф фон Егмонт
Адолф фон Егмонт (на немски: Adolf von Egmond; на нидерландски: Adolf van Egmont; * 12 февруари 1438, Граве, Северен Брабант; † 27 юни 1477, Турне, Хенегау) от Дом Егмонт, е херцог на Гелдерн и граф на Цутфен от 1465 до 1471 и 1477 г.

## Живот
Син е на херцог Арнолд от Егмонт (* 1410; † 1473) и първата му съпруга Катарина фон Клеве (* 1417; † 1479), дъщеря на херцог Адолф II от Херцогство Клеве. Сестра му Мария Гелдерландска се омъжва през 1449 г. за крал Джеймс II от Шотландия.
Той си извоюва от баща си правата на херцог на Гелдерн, като го затваря през 1465 г. На 23 юни 1468 г. той побеждава херцог Йохан I от Херцогство Клеве в битката при Щрален.

## Фамилия
Адолф се жени на 28 декември 1463 г. в Брюксел за Катерина Бурбонска (* 1440; † 21/22 май 1469), дъщеря на херцог Шарл I дьо Бурбон и на Агнес Бургундска. Те имат две деца:
- Карл (1467 – 1538), херцог на Гелдерн, женен на 5 февруари 1519 за херцогиня Елизабет фон Брауншвайг-Люнебург (1494 – 1572), дъщеря на херцог Хайнрих I фон Брауншвайг-Люнебург
- Филипа (1467 – 1547), омъжена в Орлеан/Нанси на 1 септември 1485 за херцог Рене́ II Лотарингски (1451 – 1508)